# Villa México

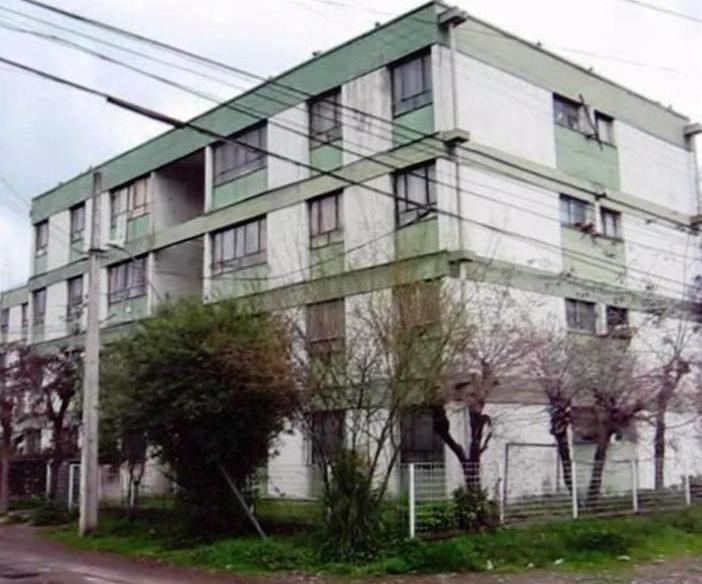
Edificio de departamentos en Villa México.

Villa México es una villa ubicada en las comunas de Maipú y Cerrillos, en el área metropolitana de Santiago de Chile. Limita con la Autopista Vespucio Sur, por el norte; con Avenida Ferrocarril, por el poniente; con calle Los Tilos, por el oriente; y con Avenida Esquina Blanca, por el sur. 
La villa se encuentra cercana a lugares de recreación y comercio, como el Mall Plaza Oeste y la Plaza de Armas de Maipú, aunque mantiene en su núcleo un desarrollo comercial relativamente bajo. Actualmente, en el ex recinto FISA (ubicado al sur de Villa México, cruzando Esquina Blanca se esperaba la construcción de un centro comercial del holding Cencosud, el cual cuenta en la actualidad con un homecenter Easy (inaugurado en marzo de 2008).

## Historia
Su proyección y construcción comenzó a fines de la década de 1960, dentro de los planes habitacionales para profesionales y técnicos que desde la década anterior venían desarrollando tanto la Corporación para la Vivienda (CORVI), como la Caja de Previsión de Empleados Particulares (Empart). Debido a ello, el sector de Avenida Las Torres al poniente alberga las viviendas que se diseñaron para la CORVI, y desde dicha avenida hacia el oriente, la zona de las viviendas destinadas a la Empart. En la primavera de 1970 comienzan a entregarse las primeras unidades, pero debido al convulsionado ambiente que empezó a desarrollarse durante la Unidad Popular, muchas de estas viviendas finalmente no llegaron hasta sus ocupantes proyectados, sino que fueron entregadas a organizaciones de trabajadores y grupos que mediante acto de fuerza se tomaron parte de las viviendas, en especial los departamentos. Esta presión social hizo que se ordenase la inscripción de los inmuebles a nombre de los ocupantes que alcanzaron a tomar casas y departamentos en el sector.

## Feria de Villa México
A lo largo de la Avenida 5 de Abril, entre Los Tilos y Ferrocarril, los días jueves y domingos por la mañana, se instala una tradicional feria comercial en la que se venden desde herramientas hasta ropa y antigüedades. En la actualidad existen entre 300 a 400 puestos, aproximadamente.

## Corredor Transantiago
En octubre de 2008, se iniciaron en Villa México los trabajos para convertir la Avenida Esquina Blanca en un corredor para transporte público, lo que implica que se crearán pistas segregadas para las micros del Transantiago, y que se aumentarán de una a dos las calzadas para vehículos particulares, una para cada sentido de tránsito. Las obras ya se habían iniciado tiempo antes en la intersección de Esquina Blanca con Camino a Melipilla, ubicada a 300 metros de Villa México. Las vías segregadas para el transporte público de este corredor se inician en la Avenida Pedro Aguirre Cerda con Departamental hacia el sur, y continúan por Esquina Blanca hasta la vía férrea ubicada junto a Avenida Ferrocarril, desde donde se utilizará el par vial 5 de abril-Esquina Blanca para continuar el corredor hacia el poniente. Recorridos de Red Metropolitana de Movilidad que cubren Villa México: 101 - 108 - 109 - 109n - 118 - 348 - 428 - 444 - 481 - I01 - I04 - I05 - I18.